# Chapo Trap House

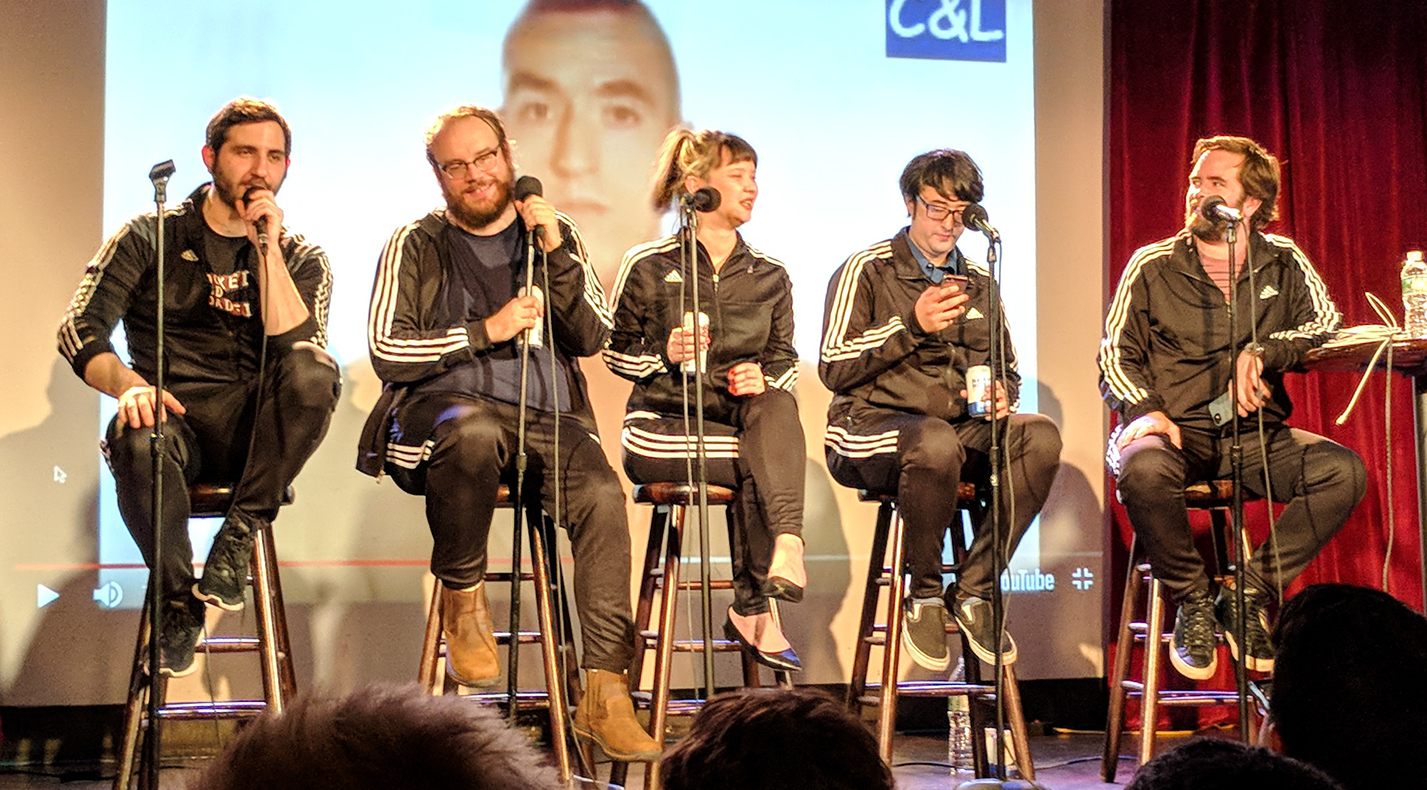
Die Moderatoren des Podcasts bei einem Liveauftritt in New York 2017

Chapo Trap House ist ein US-amerikanischer Podcast, in welchem politische und popkulturelle Themen aus einer linken Perspektive kommentiert werden.

## Geschichte
Chapo Trap House wurde im März 2016 von Will Menaker, Matt Christman und Felix Biederman gegründet. Der Podcast rechnet sich selbst der „Dirtbag Left“ zu, einer Stilrichtung linker Kritik an den politischen Verhältnissen, welche durch vulgäre Sprache und harte Attacken auf politische Gegner gekennzeichnet ist. Der Begriff wurde von der Co-Moderatorin und Autorin des sozialistischen Magazins Jacobin Amber A’Lee Frost geprägt. Die Macher des Formats veröffentlichten im August 2018 das Buch The Chapo Guide to Revolution, welches auf Platz sechs auf der New York Times Bestsellerliste landete. Gegenstand der Kritik der Moderatoren sind oftmals die amerikanische Rechte, jedoch mindestens ebenso sehr die als zu moderat wahrgenommenen Zentristen der Demokratischen Partei. Ebenso werden Journalisten und ihre Artikel scharf kritisiert und verspottet, zu häufigen Zielen der Fundamentalkritik gehören etwa der New York Times Kommentator Thomas Friedman oder der konservative Autor Rod Dreher. Beobachter bewerteten das Format unterschiedlich, Urteile reichten von Lob des Unterhaltungswerts bis hin zu kritischen Vergleichen mit dem Populismus Donald Trumps und dem rechtspopulistischen Medienspektrum. Allgemein wird dem Podcast durchaus ein gewisser Einfluss auf die linke politische Szene der USA zugeschrieben. Zu den Gästen der Sendung gehörten bislang unter anderem der von den Machern unterstützte Senator und zweifache Präsidentschaftskandidat Bernie Sanders, der ehemalige griechische Finanzminister Yanis Varoufakis und der slowenischen Philosoph Slavoj Žižek. Auf der Online-Bezahlplattform Patreon erhalten die Macher des Podcasts monatlich seit Jahren über 150.000 US-Dollar, was von Beobachtern als Beleg für die Gewinnmöglichkeiten des Geschäftsfeldes gilt.